# Menjamel de Kimberley
El menjamel de Kimberley (Territornis fordiana) és un ocell de la família dels melifàgids (Meliphagidae).

## Hàbitat i distribució
Habita boscos del nord-oest d'Austràlia.